# Luciano Redegalli
Luciano Redegalli (Milano, 29 gennaio 1935) è un ex calciatore italiano, di ruolo attaccante.

## Carriera
Ha esordito con l'Inter, con la cui maglia ha giocato 3 partite in Serie A.
Nei due anni seguenti ha disputato 34 partite in Serie B con l'Alessandria: 20 nella stagione 1955-1956 e le altre 14 nella stagione successiva. In seguito ha giocato per altre due annate consecutive in seconda serie nel Taranto, un altro anno tra i cadetti con il Monza ed una stagione con il Marzotto Valdagno.
Nella Sarom Ravenna ha giocato per tre stagioni in Serie C dal 1961 al 1964. Nella stagione 1964-1965 ha segnato 7 gol nel campionato di Serie C con la maglia del Perugia.

## Statistiche

### Presenze e reti nei club
| Stagione             | Squadra              | Campionato           | Campionato | Campionato |
| Stagione             | Squadra              | Comp                 | Pres       | Reti       |
| -------------------- | -------------------- | -------------------- | ---------- | ---------- |
| 1954-1955            | Inter                | A                    | 3          | 0          |
| 1955-1956            | Alessandria          | B                    | 20         | 3          |
| 1956-1957            | Alessandria          | B                    | 14         | 2          |
| Totale Alessandria   | Totale Alessandria   | Totale Alessandria   | 34         | 5          |
| 1957-1958            | Taranto              | B                    | 27         | 6          |
| 1958-1959            | Taranto              | B                    | 38         | 7          |
| Totale Taranto       | Totale Taranto       | Totale Taranto       | 65         | 13         |
| 1959-1960            | Monza                | B                    | 29         | 8          |
| 1960-1961            | Marzotto Valdagno    | B                    | 23         | 3          |
| 1961-1962            | Sarom Ravenna        | C                    | 27         | 9          |
| 1962-1963            | Sarom Ravenna        | C                    | 34         | 6          |
| 1963-1964            | Sarom Ravenna        | C                    | 21         | 3          |
| Totale Sarom Ravenna | Totale Sarom Ravenna | Totale Sarom Ravenna | 82         | 18         |
| 1964-1965            | Perugia              | C                    | 33         | 8          |
| 1965-1966            | Perugia              | C                    | 31         | 3          |
| Totale Perugia       | Totale Perugia       | Totale Perugia       | 64         | 11         |
| Totale carriera      | Totale carriera      | Totale carriera      | 299        | 58         |